# Фаджіано Окаяма
Фаджіано Окаяма (яп. ファジアーノ岡山, Фаджіано Окаяма) — японський футбольний клуб з міста Окаяма, який виступає в Джей-лізі 2.